# Kärenmaankoput
Kärenmaankoput är öar i Finland. De ligger i Finska viken och i kommunen Fredrikshamn i landskapet Kymmenedalen, i den södra delen av landet. Öarna ligger omkring 30 kilometer sydöst om Kotka och omkring 140 kilometer öster om Helsingfors.
Arean för den av öarna koordinaterna pekar på är 1,1 hektar och dess största längd är 210 meter i sydöst-nordvästlig riktning.

## Klimat
Inlandsklimat råder i trakten. Årsmedeltemperaturen i trakten är 1 °C. Den varmaste månaden är augusti, då medeltemperaturen är 12 °C, och den kallaste är maj, med −4 °C.